# 斯蒂尔吉斯-维格特多项式

Stieltjes-Wigert polynomails

斯蒂尔吉斯-维格特多项式是一个以基本超几何函数定义的正交多项式
{\displaystyle \displaystyle S_{n}(x;q)={\frac {1}{(q;q)_{n})}}{}_{1}\phi _{1}(q^{-n},0;q,-q^{n+1}x)}

## 极限关系
Q拉盖尔多项式→斯蒂尔吉斯-维格特多项式
{\displaystyle \lim _{\alpha \to \infty }(xq^{-\alpha };q)=S_{n}(x;q)}
Q贝塞尔多项式→斯蒂尔吉斯-维格特多项式
Q查理耶多项式→斯蒂尔吉斯-维格特多项式
斯蒂尔吉斯-维格特多项式→埃尔米特多项式